# William Mahaney
William (Bill) C. Mahaney (* 17. Mai 1941) ist ein US-amerikanischer Geograph und Geologe.
William Mahaney lehrte als Dozent am Atkinson College der York University in Toronto (Kanada). Er ist Autor und Herausgeber zahlreicher Fachbücher und Aufsätze. Außerdem schreibt er Novellen und Fiction Storys. Er ist Mitglied mehrerer wissenschaftlicher Gesellschaften. 1993 erhielt er den G. K. Gilbert Award der „Association of American Geographers“ für sein Buch Ice on the Equator.

## Schriften
- Atlas of Sand Grain Surface Textures and Applications. Oxford University Press, Oxford, 2002.
- The Warmaker: Hannibal's Invasion of Italia and the aftermath. 2008
- The Golden Till: A Novel. ISBN 978-1450245951
- Ice on the Equator. Quaternary geology of Mount Kenya, East Africa, Wm Caxton Ltd, 1990, ISBN 0940473194 bzw. ISBN 9780940473195